# 巴塞爾路面電車

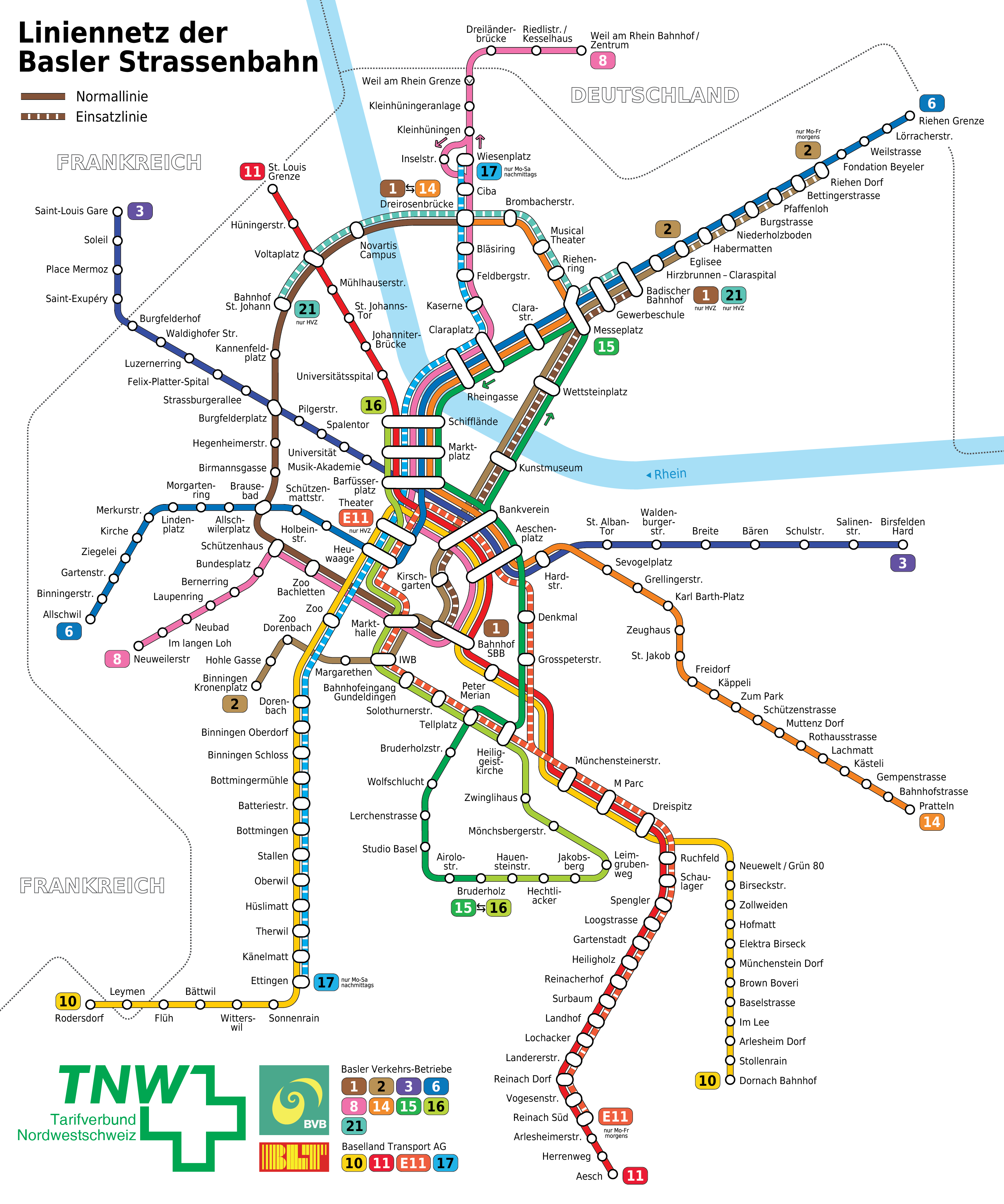
巴塞爾電車路線圖

巴塞爾電車（德語：Strassenbahn Basel）是瑞士城市巴塞爾的有軌電車公共交通系統。現在巴塞爾電車由兩家單位（BVB和BLT）運行。巴塞爾電車開通於1895年。